# Wellingtonbarrière
De Wellingtonbarrière is een drievoudige verdedigingslinie van vestingen die na de val van Napoleon onder impuls van de Hertog van Wellington tussen 1815 en 1830 gebouwd werden in het zuiden van het Verenigd Koninkrijk der Nederlanden als versterking tegen Frankrijk. De uitvoering en de financiële lasten van deze grensversterking lagen bij de Nederlanden. Vanaf 1816 begonnen Nederlandse genieofficieren onder leiding van luitenant-generaal C.R.T. Krayenhoff met de bouw van de versterkingen. Maar de Britten hadden uiteindelijk de controle over de werken, waarbij generaal Wellington de hoogste leiding had. Veelvuldig inspecteerde Krayenhoff deze linie en meestal eenmaal per jaar samen met Wellington. De eigenlijke barrière omvatte 21 vestingen, waarvan 19 op het huidige Belgische grondgebied. Min of meer evenwijdig met de Franse grens lagen drie opeenvolgende lijnen van vestingsteden. Sommige oude vestingen werden volledig vernieuwd, andere vestingen werden gebouwd. Tot 1852 telde België 19 vestingsteden die onder het Wellington-regime vielen. Dit waren: 
- Dendermonde
- Citadel van Gent
- Kezelfort in Edelare bij Oudenaarde
- Ieperse vestingen
- Kazematten van Menen
- Oostende
- Antwerpen
- Nieuwpoort
- Doornik
- Aat

- Bergen
- Charleroi
- Namen
- Hoei
- Luik
- Philippeville
- Dinant
- Mariembourg
- Bouillon

Wanneer op 2 december 1851 in Frankrijk de imperialistische Napoleon III een staatsgreep pleegt, neemt België militaire maatregelen die resulteren in het Defensieconcept van 1852. Er wordt beslist om in Antwerpen een Verschanst Kamp te bouwen en 6 vestingen van de Wellingtonbarrière te schrappen. Het gaat om Ieper, Menen, Aat, Philippeville, Mariembourg en Bouillon.
Onder invloed van het concentrationisme, een militair concept waarbij de landsverdediging wordt geconcentreerd in één of slechts enkele grote vestingen (opnamevestingen) waarin het leger zich kan terugtrekken, beslissen de militairen om over te gaan tot het (nieuwe) Defensieconcept van 1859. Antwerpen zal voortaan het Nationaal Reduit (opnamevesting) van België zijn. Meteen worden alle vestingen van de Wellingtonbarrière opgeheven met uitzondering van Antwerpen, Diest, Gent, Dendermonde, Luik en Namen.
In Nederland viel onder andere vestingstad Maastricht onder het Wellington-regime.